# Pretty Girl
Pretty Girl è un singolo della cantante statunitense Maggie Lindemann, pubblicato il 30 settembre 2016 su etichetta discografica 300 Entertainment. Il brano è stato scritto e composto dalla stessa cantante con Sasha Sloan e Sean Mayer, ed è stato prodotto da Jayson DeZuzio.
I DJ Cheat Codes e Cade hanno realizzato un remix tropical house del brano, messo in commercio il 3 marzo 2017, che l'ha reso popolare a livello globale.

## Tracce
CD (Austria, Germania e Svizzera)
1. Pretty Girl (Cheat Codes × Cade Remix) – 3:13
2. Pretty Girl – 3:39

Download digitale
1. Pretty Girl – 3:39

## Classifiche

### Classifiche settimanali
| Classifica (2017) | Posizione massima |
| ----------------- | ----------------- |
| Australia         | 12                |
| Austria           | 27                |
| Belgio (Fiandre)  | 56                |
| Belgio (Vallonia) | 71                |
| Canada            | 71                |
| Danimarca         | 13                |
| Filippine         | 63                |
| Francia           | 78                |
| Germania          | 25                |
| Irlanda           | 6                 |
| Italia            | 40                |
| Malaysia          | 18                |
| Norvegia          | 8                 |
| Nuova Zelanda     | 20                |
| Paesi Bassi       | 16                |
| Portogallo        | 57                |
| Regno Unito       | 8                 |
| Repubblica Ceca   | 21                |
| Slovacchia        | 29                |
| Svezia            | 4                 |
| Svizzera          | 42                |
| Ungheria          | 25                |

### Classifiche di fine anno
| Classifica (2017) | Posizione |
| ----------------- | --------- |
| Austria           | 62        |
| Danimarca         | 39        |
| Germania          | 68        |
| Paesi Bassi       | 58        |
| Regno Unito       | 28        |
| Svezia            | 22        |
| Ungheria          | 69        |